# 14961 d'Auteroche
14961 d'Auteroche è un asteroide della fascia principale. Scoperto nel 1996, presenta un'orbita caratterizzata da un semiasse maggiore pari a 2,4571108 UA e da un'eccentricità di 0,1629065, inclinata di 3,48225° rispetto all'eclittica.